# Shigeichi Negishi
Shigeichi Negishi (Tokyo, 29 novembre 1923 – Tokyo, 26 gennaio 2024) è stato un inventore e imprenditore giapponese.
Utilizzando un altoparlante, un microfono e un registratore, fu in grado contemporaneamente di amplificare la sua voce e riprodurre una base musicale strumentale. Viene pertanto considerato il padre del prototipo dell'apparecchio denominato poi karaoke.

## Biografia
Negishi nacque nel quartiere di Itabashi a Tokyo, in Giappone, il 29 novembre 1923. Molto portato per gli studi, era considerato un "enfant prodige" per aver vinto un concorso nazionale di calligrafia a soli undici anni. Studiò economia all'Università Hosei di Tokyo e fu arruolato nell'esercito giapponese durante la seconda guerra mondiale. Dopo la sconfitta del Giappone, fu condannato a due anni di carcere, che scontò a Singapore.
Una volta tornato libero, Negishi mise in vendita le fotocamere Olympus e nel 1956 fondò la società di elettronica di consumo Nichiden Kogyo.
Undici anni dopo, Negishi e il suo staff collegarono insieme un altoparlante, un microfono e un registratore: pare che egli fosse stato colto da un'illuminazione dopo che un dipendente lo aveva canzonato per la sua voce stonata. Per testare la macchina, Negishi utilizzò una versione strumentale in Stereo8 della canzone Mujo no Yume[a] di Yoshio Kodama. L'apparecchio fu in un primo tempo soprannominato "Sparko Box", poiché la parola karaoke, pensata in alternativa, suonava simile a "kan'oke", il vocabolo giapponese per 'bara'. Negishi vendette circa 8000 Sparko Box, commercializzati con vari nomi. Nel 1975 abbandonò ogni attività, senza aver mai brevettato la sua invenzione. Altri inventori come Daisuke Inoue hanno creato prodotti simili, prendendosi anche il merito di aver inventato la macchina da karaoke. La figlia di Negishi dichiarò che lui non era infastidito dalla mancanza di un brevetto che avrebbe potuto renderlo ricco, perché comunque "si era sentito molto orgoglioso nel vedere la sua idea evolversi in una cultura del divertimento attraverso la canzone in tutto il mondo".
Negishi morì centenario in seguito a una caduta il 26 gennaio 2024. La notizia del decesso fu divulgata solo due mesi dopo.